# 碇源堂
碇源堂（日语： Ikari Gendou，又譯碇元渡）是日本動畫《新世纪福音战士》中的虚构角色，亦有在同名漫画版以及众多衍生作品中登场。角色由原版动画的导演庵野秀明构思，贞本义行负责角色设计，立木文彦担任配音员。

## 形象
碇源堂是NERV司令官、碇真嗣的父亲。他是一个为了达到自己的目的而无视人性与感情、极为冷酷的人，但他對亡妻碇唯有著極深的感情，他一切計畫的最終目的就是再見到唯。

## 创造
碇源堂由该系列的导演兼编剧庵野秀明命名。姓氏「碇」的日语意思为锚，和他婚前的姓氏「六分仪」一样都是舰船术语；名字「源堂」来自GAINAX一个未成形的企划案。巧合的是，源堂父子俩名字与石川賢漫画《魔獸戰線》中的来留間父子（来留間源三、来留間慎一）日语发音相近，在友人指出前庵野完全没有想到。源堂和真嗣是贞本义行最先完成设计的角色，贞本表示没花太多时间就顺利地设计出来了。源堂与NERV副司令冬月耕造之间的关系是以英国特摄电视剧中的史崔克司令官和佛瑞曼上校为原型构筑的。

## 反響
- 雙手十指交扣托住下巴是碇源堂的招牌姿勢，已成為一個哏，相關描寫有《银魂》《干物妹！小埋》。
- 2017年在名古屋市举办的第15届世界Cosplay高峰会，名古屋市市长河村隆之扮装成碇源堂[4]。